# FK Maladzetsjna
FK Maladzetsjna is een Wit-Russische voetbalclub uit Molodetsjno in de oblast Minsk. De club is ook bekend onder de Russische naam FK Molodetsjno. 
De club werd in 1989 opgericht en won in 1991, toen nog Metalloerg Molodetsjno geheten, de laatste editie van het kampioenschap van de SSR Wit-Rusland. Vanaf 1992 nam de club deel aan de Opperste Liga, de hoogste divisie in het onafhankelijke Wit-Rusland. In 1999 degradeerde FC Molodetsjno, maar werd een jaar later kampioen in de Persjaja Liha. In 2003 degradeerde de club opnieuw en een jaar later degradeerde Molodetsjno direct door naar het derde niveau (Droehaja Liha) waarop de club sindsdien speelt.

## Historische namen
- 1989: Metalloerg Molodetsjno
- 1992: FK Maladzetsjna
- 2001: FK Maladzetsjna-2000
- 2006: FK Maladzetsjna

## Erelijst
Kampioen SSR Wit-Rusland  in 1991
 Kampioen 2e divisie  in 2000